# 訴諸無知
訴諸無知（拉丁语：argumentum ad ignorantiam；英語：argument from ignorance 或 argument by lack of imagination）是一種非形式邏輯謬誤，主張由於一件事未被證明是假的，因此它是真的；或者，主張由於一件事未被證明是真的，因此它是假的。到頭來，「證據不存在不代表是存在或不存在的證據」。

## 說明
理性上來說，如有充分證據顯示某事為真，應相信某事為真；如有充分證據顯示某事為假，應相信某事為假；如無充分證據顯示某事為真、亦無充分證據顯示某事為假，應對某事之真假存疑。
如果某事尚未被證明是真的，有兩種可能情況：其一是某事已被證明是假的，其二是某事也尚未被證明是假的，如為前者，應相信某事是假的，如為後者，應對某事之真假存疑，如未能確定是何種情況，則只能對某事之真假存疑。
如果某事尚未被證明是假的，有兩種可能情況：其一是某事已被證明是真的，其二是某事也尚未被證明是真的，如為前者，應相信某事是真的，如為後者，應對某事之真假存疑，如未能確定是何種情況，則只能對某事之真假存疑。
訴諸無知在應對某事真假存疑時卻斷言了某事的真假，因此是不恰當的推理。

## 相關概念
- 訴諸難以置信
- 訴諸自我知識
- 舉證責任 (哲學)
- 不相干的謬誤
- 奥卡姆剃刀
- 默證
- 海狮行为

## 外部連結
- （英文）Logical Fallacy: Appeal to Ignorance（页面存档备份，存于）
- （英文）Philosophy 103: Introduction to Logic Argumentum ad Ignorantiam（页面存档备份，存于）